# Хју Лори
Џејмс Хју Калум Лори (енгл. James Hugh Calum Laurie; Оксфорд, 11. јун 1959) је енглески филмски и телевизијски глумац. Од 2004. тумачи лик доктора Хауса, главног јунака истоимене серије, и за ту улогу је освојио две награде Златни глобус и неколико номинација за награду Еми.

## Биографија

### Детињство и образовање
Хју Лори је рођен у Оксфорду, и одгајан као презбитеријанац. Његов отац, Вилијам Џорџ Раналд Мандел „Ран“ Лори је био по занимању лекар, а познат је и по томе да је освојио златну медаљу на Лондонској олимпијади 1948. године за веслање, у дисциплини двојац без кормилара. Лоријева мајка, Патриша Лејдло умрла је када је Хју имао 29 година.
У Оксфорду је похађао Змајеву школу, престижну приватну школу за децу узраста 8 до 13 година, да би затим прешао на Итон па на Селвин колеџ у Кембриџу на ком је добио звање археолога и антрополога.
Попут свог оца, Лори се бавио веслањем док је ишао у школу, па и касније, на универзитету; 1977. године био је члан јуниорског двојца који је освојио енглеску националну титулу и затим, представљао Енглеску у јуниорској конкуренцији на светском првенству одржаном исте године. Својим учешћем 1980. године у традиционалној веслачкој трци између тимова Оксфорда и Кембриџа освојио је награду „плаво“ која се додељује студентима универзитета у Кембриџу који покажу успех у спортским такмичењима на националном нивоу. Те године Кембриџ је изгубио трку за 1,5m. У његову част, један од бродова који се користе на Селвину је добио име „Лори“. Хју Лори је данас члан Линдерклуба, једног од најстаријих веслачких клубова на свету.
Пошто је био принуђен да привремено запостави веслање у време док је боловао од мононуклеозе, постао је члан драмског клуба студената Кембриџа (Cambridge Footlights), који је представљао одскочну даску за многе успешне британске комичаре. Ту је срео Ему Томпсон, са којом је био у романтичној вези, а и данас су добри пријатељи. Преко ње је упознао Стивена Фраја, свог будућег партнера-комичара. Током своје последње школске године на Кембриџу, 1980-81, Лори је успео да, поред веслања, нађе времена да буде председник драмског клуба, са Емом Томпсон као својим замеником. Са својом годишњом представом Подрумске траке (The Cellar Tapes), коју су већим делом написали Лори и Фрај, а глумачка постава је укључивала још и Ему Томпсон, Тонија Слатерија, Пола Ширера и Пени Двајер, наступили су на Единбуршком фестивалу и добили Перије награду за најбољу комедију.

### Каријера
Награда Перије је довела до тога да се представа Подрумске траке премести на Вест енд, а затим и до телевизијске варијанте која је емитована у мају 1982. године. Поред тога, Лори, Фрај и Томпсон су изабрани да заједно са Беном Елтоном, Робијем Колтрејном и Шивон Редмонд напишу и одглуме нову скеч комедију за Гранада телевизију под називом Алфреско (Alfresco) која је имала 13 епизода и приказивала се две сезоне.
Лори и Фрај су наставили да раде на многим заједничким пројектима током осамдесетих и деведесетих година 20. века. Поред осталог, наступили су у серијалу Црна Гуја, који су написали Бен Елтон и Ричард Кертис, са Роуаном Аткинсоном у главној улози (са Лоријем у различитим улогама, најзначајније од којих су принц Џорџ и поручник Џорџ), као и у BBC-јевим скеч комедијама Делић Фраја и Лорија (A Bit of Fry and Laurie) и Џивс и Вустер (Jeeves and Wooster) која је настала као адаптација прича П. Г. Водхауса. У серијалу Џивс и Вустер Лори је играо Џивсовог надређеног, симпатичног глупака Бертија Вустера. То је била улога за коју се сматрало да је писана за Лорија, јер му је омогућила да прикаже свој таленат за певање и свирање клавира, и да употреби свој чувени племићки глас. Са Фрајем је сарађивао и на различитим хуманитарним представама као што су Хистерија! 1, 2 и 3 (Hysteria! 1, 2 & 3), и Треће јаје тајног полицајца (The Secret Policeman's Third Ball) у организацији покрета Амнести интернашонал, затим на телевизијским емисијама (Комично олакшање, Comic relief), као и на варијетеу Фрај и Лори домаћини божићне ноћи под звездама (Fry and Laurie Host a Christmas Night with the Stars). Поново су сарађивали на снимању филма Питерови пријатељи (Peter's Friends, 1992).
Лори се појавио у музичком споту за сингл „Walking on Broken Glass“ певачице Ени Ленокс из 1992. године у костиму попут оног који је носио у трећој сезони серијала Црна Гуја (насупрот Џону Малковичу, подсећајући, на сличан начин, на филм Опасне везе (Dangerous Liaisons, 1988). Такође се појавио у улози научника у споту за песму „Experiment IV“ певачице Кејт Буш снимљеном 1986. године.
Лоријево појављивање у филмовима укључује Разум и осећајност (Sense and Sensibility, 1995), за који је сценарио адаптирала и главну улогу игра Ема Томпсон; Дизнијев филм 101 далматинац (101 Dalmatians, 1996), у коме је играо Џаспера, једног од криминалаца унајмљених да киднапују штенце; Бен Елтонову адаптацију сопственог романа Inconceivable, Можда беба (Maybe Baby, 2000); филм Девојка из Рија (Girl From Rio, 2001); римејк филма Лет феникса (The Flight of the Phoenix) снимљен 2004. године, и три филма о Стјуарту Литлу.
Лоријев први роман, Продавац оружја (The Gun Seller, 1996), пародија на жанр трилера је брзо постао бестселер. Од тада Лори ради на сценарију за истоимени филм, и на свом другом роману Папирни војник (The Paper Soldier).
Године 1998. Лори је имао кратку улогу у епизоди „The One with Ross's Wedding, Part Two“ серије Пријатељи, као човек који седи поред Рејчел у авиону на путу за Лондон. Са растом популарности серије Доктор Хаус (House, M.D.), кратко појављивање у Пријатељима је постало омиљена сцена за обожаваоце обе серије, углавном захваљујући његовом комично презирном изговору имена Фибс.
Од 2002. године Лори се појављује у низу британских ТВ драма, и гостује, исте године, у две епизоде прве сезоне серијала Утваре (Spooks) на првом каналу куће BBC. 2003. године играо је главну улогу у комично-драмској серији Fortysomething коју је и режирао за независну ТВ кућу ITV. У једној од епизода те серије глуми и Стивен Фрај.
Иако је познат у Уједињеном Краљевству од 1980-их, Лорија је америчка публика приметила тек 2004. године када се појавио у улози доктора Грегорија Хауса у популарној серији Доктор Хаус која се емитује на телевизији Фокс. Због те улоге Лори је усвојио амерички акценат. Према причама, Лори је био у Намибији, где је глумио у филму Лет Феникса, и снимио је траку за аудицију у хотелском купатилу јер је то било једино место на ком је постојало довољно светла. Његов акценат је био толико добар да је извршни продуцент Брајан Сингер, који у то време није био свестан чињенице да је Хју Лори Енглез, истакао Лорија као прави пример америчког глумца каквог је тражио за ту улогу.
Јула 2005. године Лори је номинован за награду Еми за улогу у серији Доктор Хаус. Иако је није освојио, за ту улогу у серији добио је Златни глобус 2006. и 2007. године (један је од ретких глумаца који је освојио ову награду две године узастопце), као и награду Screen Actors Guild за 2007. годину. Такође је добио и значајно повећање хонорара, од цифре која је, према гласинама, била око 50.000 на 300.000 долара по епизоди. Поред тога, његов уговор је продужен за додатних годину дана, чиме је омогућено да се сними бар и четврта сезона. Лори није био номинован за награду Еми у 2006. години, што је изазвало бес главних људи у телевизији Фокс, али се појавио у уводном делу доделе награда који је снимљен раније према написаном сценарију, а у коме је, пародирајући свој лик из серије Доктор Хаус, очекивано брзо поставио дијагнозу домаћину доделе Конану О’Брајену да би затим наставио да га испипава када га је О’Брајен замолио да му помогне да стигне на доделу Емија на време. Касније у току емисије, појавио се на сцени говорећи француски да би, заједно са Хелен Мирен доделио једну од награда.
Лори је био изабран за улогу уредника Дејли планета, Перија Вајта у филму Суперменов повратак (Superman Returns, 2006), али је морао да напусти пројекат због обавеза према телевизији Фокс. Интересантно је да је продуцентска кућа серије Доктор Хаус, Бед Хат Хари Продакшонс (Bad Hat Harry Productions), у власништву режисера филма Суперменов повратак, Брајана Сингера.
Јула 2006. године Лори се појавио у емисији Inside the Actors Studio, у којој је, свирајући клавир уз вокалну пратњу, извео једну од својих песама, „Мистерија“ (Mystery). Лоријев дугогодишњи партнер Стивен Фрај изразио је жељу да се појави као гост у некој малој улози у серији Доктор Хаус, али, због својих обавеза у Енглеској, до сада није био у могућности да то и оствари.

## Филмографија
| Улоге Хју Лори |                                        |               |                                    |          |
| Година         | Српски назив                           | Изворни назив | Улога                              | Напомена |
| 1975.          | Онда, ко ти је ово продао?             |               |                                    |          |
| 1982.          | Ревија Кембриџ Футлајтс                |               |                                    |          |
| 1983−1984.     | Алфреско                               |               |                                    |          |
| 1983.          | Кристална коцка                        |               |                                    |          |
| 1984.          | Млади                                  |               |                                    |          |
| 1985.          | Обиље                                  |               |                                    |          |
| 1985.          | Рођендан госпође Капер                 |               |                                    |          |
| 1985.          | Срећне породице                        |               |                                    |          |
| 1986.          | Црна Гуја 2                            |               | Сајмон Партриџ / Лудвиг Неуништиви |          |
| 1986.          | Филти, Рич и Кетфлеп                   |               |                                    |          |
| 1987.          | Црна Гуја 3                            |               | Џорџ, принц од Велса               |          |
| 1988.          | Божићна прича Црне Гује                |               | принц Џорџ / лорд Пигмот / наратор |          |
| 1989−1995.     | Делић Фраја и Лорија                   |               |                                    |          |
| 1989.          | Црна Гуја 4                            |               | Џорџ                               |          |
| 1989.          | Нови државник                          |               |                                    |          |
| 1990−1993.     | Џивс и Вустер                          |               |                                    |          |
| 1992.          | Питерови пријатељи                     |               |                                    |          |
| 1995.          | Разум и осећајност                     |               |                                    |          |
| 1996.          | Трејси настравља...                    |               |                                    |          |
| 1996.          | 101 далматинац                         |               | Џаспер                             |          |
| 1997.          | Свет Спајсица                          |               |                                    |          |
| 1997.          | Мали кућни људи                        |               |                                    |          |
| 1998.          | Рачун                                  |               |                                    |          |
| 1998.          | Човек са гвозденом маском              |               | Пјер                               |          |
| 1998.          | Рођака Бета                            |               |                                    |          |
| 1999.          | Црна Гуја: Напред и назад              |               |                                    |          |
| 1999.          | Стјуарт Литл                           |               |                                    |          |
| 2000.          | Можда беба                             |               |                                    |          |
| 2001.          | Девојка из Рија                        |               |                                    |          |
| 2001.          | Ја и моје сенке: Живот са Џуди Гарланд |               |                                    |          |
| 2002.          | Стјуарт Литл 2                         |               |                                    |          |
| 2002.          | Утваре                                 |               |                                    |          |
| 2004.          | Фениксов лет                           |               |                                    |          |
| 2004−2011.     | Доктор Хаус                            |               | Грегори Хаус                       |          |
| 2005.          | Валијант                               |               |                                    |          |
| 2006.          | Стјуарт Литл 3: Зов дивљине            |               |                                    |          |
| 2008.          | Господари улице                        |               |                                    |          |
| 2009.          | Чудовишта против ванземаљаца           |               | др Бубашваба                       |          |

## Књиге
- Трговац оружјем (The Gun Seller, 1996)
- Папирни војник (The Paper Soldier, у најави[2])